# Поліп носа
Носові поліпи (НП) — це неракові новоутворення в носі або пазухах. Симптоми включають утруднене дихання через ніс, втрату нюху, погіршення смаку, затікання з носа та нежить. Нарости схожі на мішок, рухливі та нечутливі, хоча іноді може виникати біль на обличчі. Вони зазвичай виникають в обох ніздрях у хворих. Ускладнення можуть включати синусит і розширення носа.
Точна причина невідома. Вони можуть бути пов’язані з хронічним запаленням слизової оболонки носових пазух. Вони частіше виникають у людей, які страждають на алергію, муковісцидоз, чутливість до аспірину або на певні інфекції. Сам поліп являє собою розростання слизової оболонки. Діагноз можна поставити, подивившись на ніс. Щоб визначити кількість поліпів і спланувати операцію, можна використовувати комп’ютерну томографію.
Лікування зазвичай проводиться за допомогою стероїдів, часто у формі назального спрею. Якщо це неефективно, можна розглянути хірургічне втручання. Захворювання часто рецидивує після операції; таким чином, часто рекомендується продовжувати використання стероїдного назального спрею. Антигістамінні препарати можуть полегшити симптоми, але не змінять основне захворювання. Антибіотики не потрібні для лікування, якщо не виникає інфекція.
Близько 4% людей мають поліпи в носі, тоді як у 40% людей вони розвиваються в якийсь момент свого життя. Найчастіше вони виникають після 20 років і частіше у чоловіків, ніж у жінок. Носові поліпи були описані ще за часів стародавніх єгиптян.

## Ознаки та симптоми
Симптоми поліпів включають закладеність носа, синусит, втрату нюху, густі виділення з носа, тиск на обличчя, носову мову та дихання ротом. Рецидивуючий синусит може бути наслідком поліпів. Довгострокові поліпи в носі можуть спричинити руйнування носових кісток і розширення носа.
Коли поліпи збільшуються, вони зрештою випадають у порожнину носа, що призводить до симптомів. Найбільш характерним симптомом носових поліпів є закупорка носового проходу. Люди з носовими поліпами через непереносимість аспірину часто мають захворювання, відоме як респіраторне захворювання, яке загострюється аспірином, яке складається з астми та хронічних носових поліпів разом із реакцією гіперчутливості до аспірину.

## Причини
Точна причина носових поліпів невідома. Однак вони зазвичай пов'язані із захворюваннями, які викликають тривале запалення пазух носа. Це включає хронічний риносинусит, астму, чутливість до аспірину та муковісцидоз.
Різні додаткові захворювання, пов'язані з утворенням поліпів, включають:
- Алергічний грибковий синусит
- Синдром Картагенера
- Синдром Юнга
- Еозинофільний гранулематоз з поліангіїтом
- Назальний мастоцитоз

Хронічний риносинусит — це поширений медичний стан, що характеризується симптомами запалення пазух носа, які тривають щонайменше 12 тижнів. Причина невідома, а роль мікроорганізмів залишається неясною. Його можна класифікувати як з поліпом носа або без нього.
Муковісцидоз (МВ) є найпоширенішою причиною поліпів у носі у дітей. Таким чином, будь-яка людина віком від 12 до 20 років з поліпами в носі повинна пройти тест на МВ. У половини людей з муковісцидозом є великі поліпи, що призводять до закладеності носа та потребують агресивного лікування.

Навколоносові пазухи : 1. лобові пазухи, 2. решітчасті пазухи (решітчасті повітряні клітини), 3. клиноподібні пазухи, 4. верхньощелепні пазухи.

## Патофізіологія
Справжня причина носових поліпів невідома, але вважається, що вони викликані рецидивуючими інфекціями або запаленнями. Поліпи виникають із слизової оболонки носових пазух. Слизова оболонка носа, особливо в області середнього проходу, набрякає внаслідок скупчення позаклітинної рідини. Це скупчення позаклітинної рідини викликає утворення поліпів і випинання в носову порожнину або пазухи.
У людей з поліпами в носі через чутливість до аспірину або НПЗЗ основний механізм пов’язаний з порушенням метаболізму арахідонової кислоти. Вплив інгібіторів циклоксигенази, таких як аспірин і НПЗП, призводить до шунтування продуктів через ліпоксигеназний шлях, що призводить до збільшення виробництва продуктів, які викликають запалення. У дихальних шляхах ці запальні продукти призводять до симптомів астми, таких як хрипи, а також утворення носових поліпів.

## Діагностика

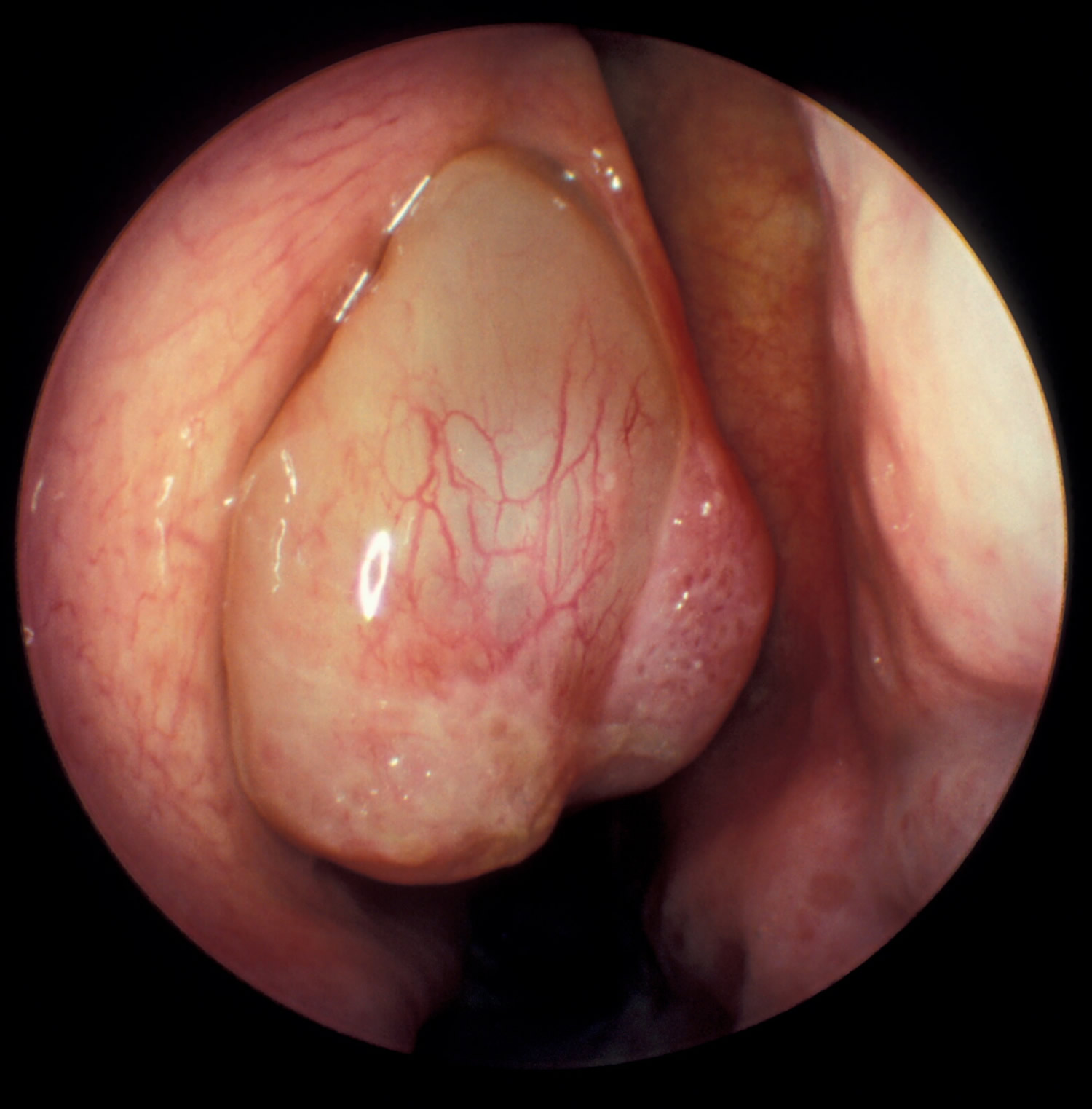
Поліп носа, що з’являється в середньому проході.

Носові поліпи можна побачити під час фізичного огляду внутрішньої сторони носа, і їх часто виявляють під час оцінки симптомів. Під час огляду поліп з’явиться у вигляді видимого утворення в ніздрі. Деякі поліпи можна побачити за допомогою передньої риноскопії (дивлячись у ніс за допомогою носового дзеркала та світла), але часто вони знаходяться далі в носі, і їх потрібно побачити за допомогою ендоскопії носа. Ендоскопія носа включає введення невеликої жорсткої камери з джерелом світла в ніс. Зображення проектується на екран в кабінеті, щоб лікар міг більш детально оглянути носові ходи та пазухи. Процедура, як правило, не болюча, але людині можна дати протинабряковий стрей і місцевий анестетик, щоб мінімізувати дискомфорт.
Були зроблені спроби розробити бальні системи для визначення тяжкості носових поліпів. Запропоновані системи визначення стадії враховують ступінь поліпів, виявлених при ендоскопічному дослідженні, і кількість уражених пазух при КТ. Ця система визначення стадії підтверджена лише частково, але в майбутньому може бути корисною для визначення тяжкості захворювання, оцінки відповіді на лікування та планування лікування.

### Типи
Існує два основних типи назальних поліпів: решітчасті та антрохоанальні. Ретмоїдальні поліпи виникають із решітчастих пазух і поширюються через середній прохід у порожнину носа. Антрохоанальні поліпи зазвичай виникають у верхньощелепній пазусі та поширюються на носоглотку і складають лише 4–6% усіх поліпів носа.
Проте антрохоанальні поліпи частіше зустрічаються у дітей і складають одну третину всіх поліпів. Етмоїдальні поліпи зазвичай менші та множинні, тоді як антрохоанальні поліпи зазвичай поодинокі та більші.

### Комп'ютерна томографія
Комп’ютерна томографія може показати повний ступінь поліпа, який не може бути повністю оцінений лише фізичним оглядом. Візуалізація також потрібна для планування хірургічного лікування. На комп’ютерній томографії носовий поліп зазвичай має ослаблення 10–18 одиниць Хаунсфілда, що подібно до слизу. Носові поліпи можуть мати кальцифікацію.

### Гістологія

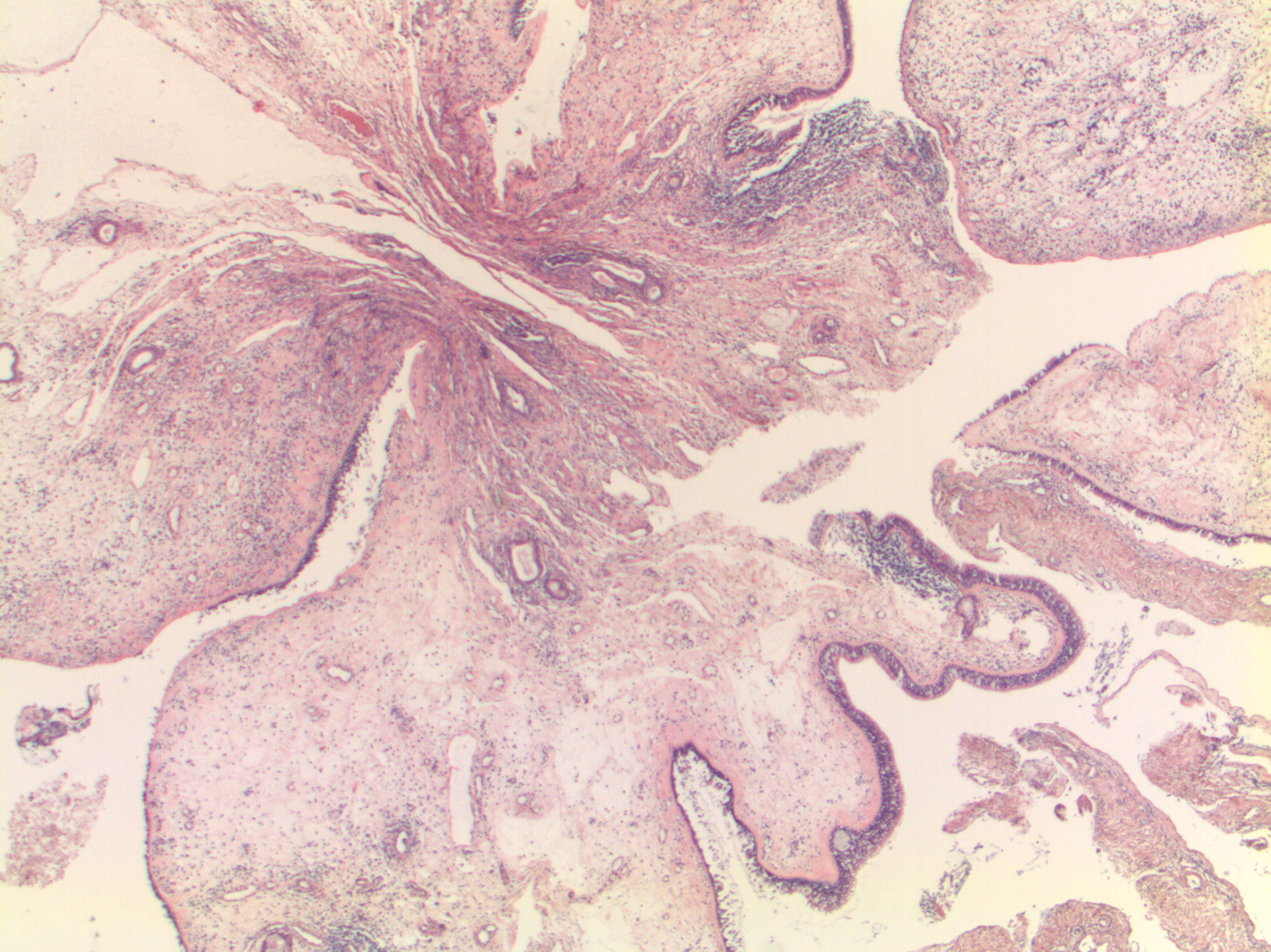
Гістологія поліпа носа, збільшення 25x. (фарбування Г-Е)

При гістологічному дослідженні назальні поліпи складаються з гіперпластичної набряклої (надлишкової рідини) сполучної тканини з деякими серозно-слизовими залозами та клітинами запалення (переважно нейтрофіли та еозинофіли). Поліпи практично не мають нейронів. Таким чином, тканина, з якої складається поліп, не відчуває жодної тканини, і сам поліп не буде болючим. На ранніх стадіях поверхня поліпа носа вкрита звичайним респіраторним епітелієм, але пізніше він зазнає метапластичної зміни в епітелій плоского типу з постійним подразненням і запаленням. У підслизовій основі виявляються великі міжклітинники, заповнені серозною рідиною.

### Диференційна діагностика
Інші розлади можуть імітувати появу носових поліпів, і їх слід враховувати, якщо утворення видно під час обстеження. Приклади включають енцефалоцеле, гліому, інвертовану папілому та рак. Рання біопсія рекомендована при односторонніх поліпах носа, щоб виключити більш серйозні захворювання, такі як рак, інвертована папілома або грибковий синусит.

## Лікування
Першою лінією лікування поліпів у носі є місцеві стероїди. Стероїди зменшують запалення слизової оболонки пазух, щоб зменшити розмір поліпів і полегшити симптоми. Місцеві препарати є кращими у формі назального спрею, але часто неефективні для людей з великою кількістю поліпів. Пероральні стероїди часто забезпечують різке полегшення симптомів, але їх не слід приймати протягом тривалого періоду часу через їхні побічні ефекти. Оскільки стероїди лише зменшують розмір і набряк поліпа, у людей часто виникають рецидиви симптомів після припинення прийому стероїдів. Протинабрякові засоби не зменшують поліпи, але можуть зменшити набряк і забезпечити деяке полегшення. Антибіотики рекомендуються, лише якщо у людини є супутня бактеріальна інфекція.
У людей з носовими поліпами, викликаними аспірином або НПЗП, уникнення цих ліків допоможе усунути симптоми. Десенсибілізація аспірином також є корисною.

### Хірургія

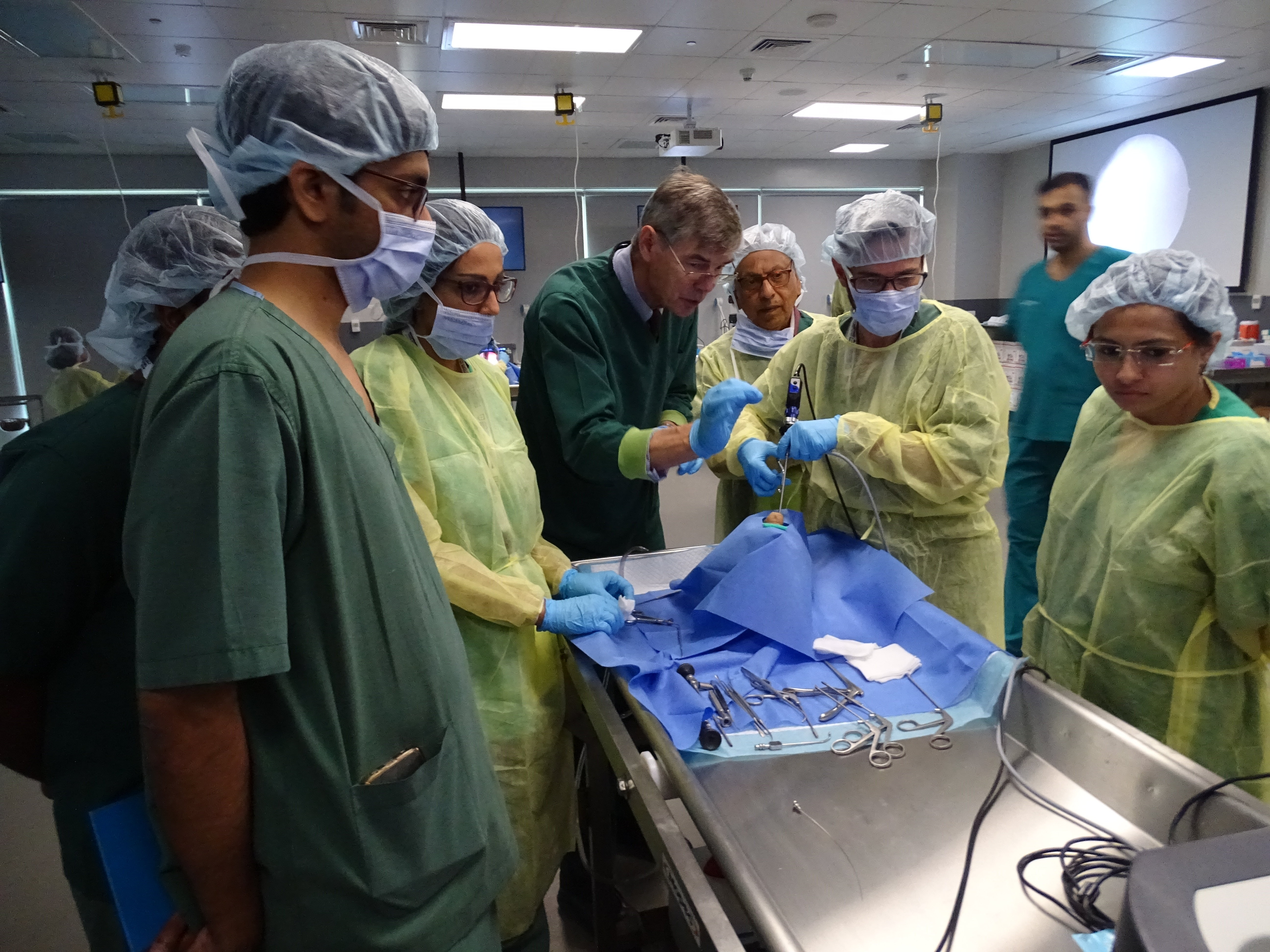
Професор Хайнц Штаммбергер, відомий як батько ендоскопічної хірургії пазух, викладає цю техніку в Інституті вух та пазух Тарабічі Штаммбергер в Дубаї, ОАЕ.

Ендоскопічна хірургія носових пазух, яку популяризував професор Стаммбергер, часто дуже ефективна для більшості людей, забезпечуючи швидке полегшення симптомів. Ендоскопічна хірургія носових пазух є малоінвазивною і виконується повністю через ніздрю за допомогою камери. Хірургічне втручання слід розглянути для тих, хто має повну закладеність носа, неконтрольований нежить, деформацію носа спричинену поліпами, або симптоми, які тривають, незважаючи на медичне лікування. Хірургічне втручання призначене для видалення поліпів, а також навколишньої запаленої слизової оболонки, відкриття закупорених носових ходів і очищення пазух. Це не тільки усуває обструкцію, спричинену самими поліпами, але дозволяє таким лікам, як зрошення сольовим розчином і місцеві стероїди, стати більш ефективними. Було висловлено припущення, що однією з головних цілей хірургії пазух при поліпах є можливість доставки стероїдів у ті ділянки пазух, де розвиваються поліпи, а саме, решітчасті синуси. Спеціально розроблені довгі насадки були розроблені для використання в післяопераційному періоді для доставки стероїдів у ці ділянки після операції на пазухах з приводу поліпів.
Хірургічне втручання триває приблизно від 45 хвилин до 1 години і може проводитися під загальною або місцевою анестезією. Більшість людей переносять операцію без особливого болю, хоча це може відрізнятися від людини до людини. Людина повинна очікувати певного дискомфорту, закладеності та дренажу з носа в перші кілька днів після операції, але це має бути помірним. Ускладнення після ендоскопічної хірургії синусів рідкісні, але можуть включати кровотечу та пошкодження інших структур у цій області, включаючи око або мозок.
Багато лікарів рекомендують курс пероральних стероїдів перед операцією, щоб зменшити запалення слизової оболонки, зменшити кровотечу під час операції та допомогти візуалізувати поліпи. Назальні стероїдні спреї слід використовувати для профілактики після операції, щоб відстрочити або запобігти рецидиву. У людей часто виникають рецидиви поліпів навіть після операції. Тому для лікування поліпів у носі бажано продовжувати спостереження з поєднанням медикаментозного та хірургічного лікування.

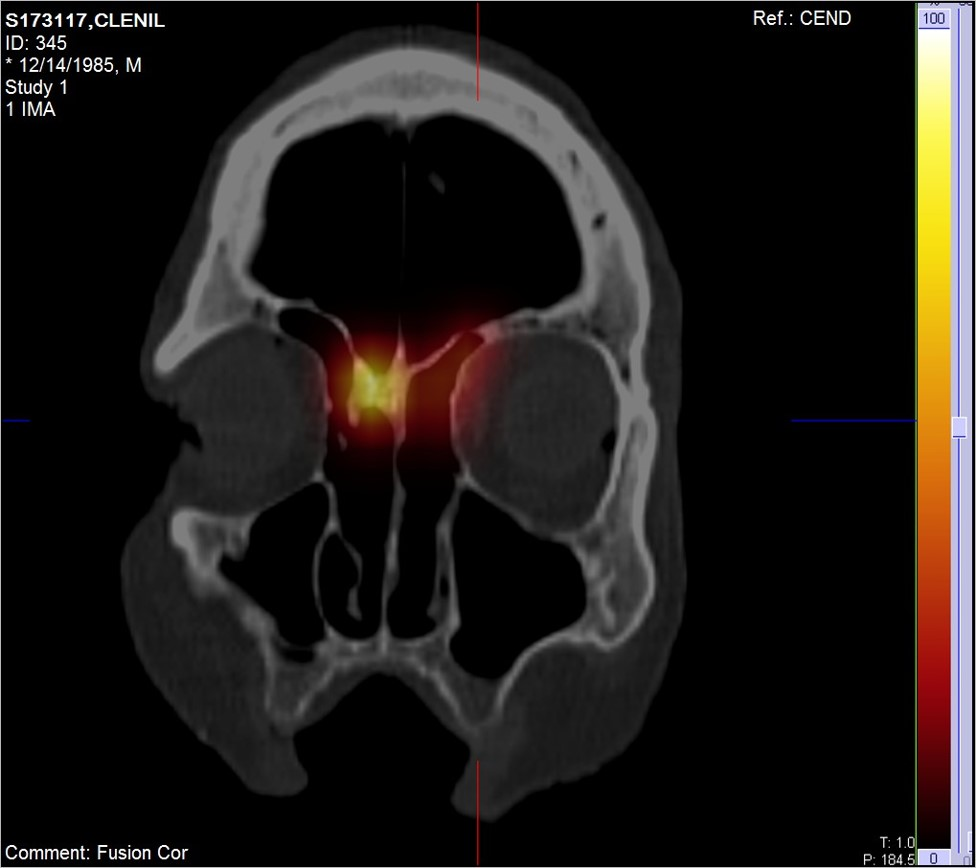
КТ-зображення після застосування радіоактивних назальних стероїдів за допомогою довгої насадки.

## Епідеміологія
Носові поліпи внаслідок хронічного риносинуситу вражають приблизно 4,3% населення. Поліпи в носі частіше зустрічаються у чоловіків, ніж у жінок, і частіше зустрічаються з віком, різко збільшуючись після 40 років.
Серед людей із хронічним риносинуситом від 10% до 54% також мають алергію. Приблизно від 40% до 80% людей, чутливих до аспірину, розвинуть поліп носу. У хворих на муковісцидоз поліпи носа відзначаються у 37-48%.